# Живокостные
Живокостные (лат. Delphinieae) — триба цветковых растений, входящая в подсемейство Лютиковые (Ranunculoideae) семейства Лютиковые (Ranunculaceae).

## Описание
Одно и многолетние травянистые растения. Цветки зигоморфные с пятью чашелистиками. Число тычинок от 15 до 50. Число плодолистиков от 1 до 5.

## Распространение
Встречаются преимущественно в Голарктике. Несколько видов отмечены в горах тропической зоны Ориентальной области и в Западной Африке. Центр разнообразия трибы находится на юго-западе Китая и в восточных Гималаях. По данным молекулярных часов, отделение трибы от других представителей семейства произошло около 32,3 млн лет назад. Северную Америку представители рода Delphinium попали 1,6—4,5) млн лет назад, Aconitum — 2,0—5,0 млн лет назад. В Восточной Африке род Delphinium появилился 0,7—4,4 млн лет назад.

## Роды
В состав трибы включают около 750 видов. Ботаник Флориан Ябур с соавторами выделяют от двух (Aconitum и Delphinium) до четырёх (Aconitum, Delphinium, Gymnaconitum и Staphisagria родов. В базе Germplasm Resources Information Network представлено пять родов:
- Aconitum L. — Борец, или Аконит
- Chienia  W. T. Wang
- Consolida Gray — Сокирки, или Консолида
- Delphinium L. — Живокость, или Дельфиниум, или Шпорник
- Diedropetala  (Huth) Galushko